# Pietrarii de Sus
Pietrarii de Sus – wieś w Rumunii, w okręgu Vâlcea, w gminie Pietrari. W 2011 roku liczyła 1360 mieszkańców.